# Trivento
Trivento es una localidad y comune italiana de la provincia de Campobasso, región de Molise, con 5.017 habitantes.

## Evolución demográfica

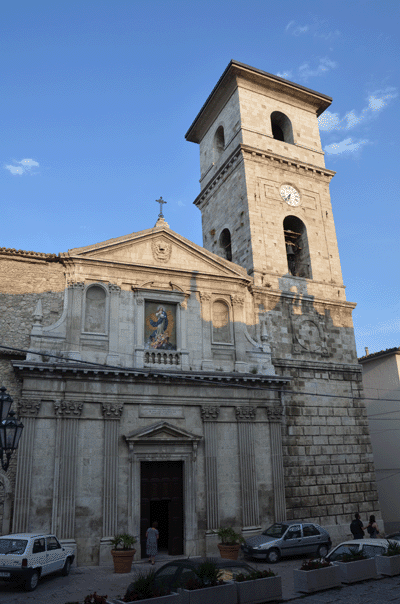
Fachada de la catedral de Trivento

| Gráfica de evolución demográfica de Trivento entre 1861 y 2001 |
|                                                                |
| Fuente ISTAT - elaboración gráfica de Wikipedia                |